# Mordach – Tod in den Bergen
Mordach – Tod in den Bergen ist ein zweiteiliger deutscher Fernsehfilm aus dem Jahr 2023. Die deutschsprachige Erstausstrahlung des ersten Teils erfolgte am 27. April 2023 im Ersten, der zweite Teil wurde am 29. April 2023 gesendet.

## Handlung
Kriminalkommissarin Toni Brandner ermittelt in einem Tötungsdelikt in ihrer Heimatstadt, dem mitten in der wildromantischen Bergwelt liegenden Mordach. Laura, die einzige Tochter des Sägewerkbesitzers Jakob Brunner, liegt tot im Fluss.
Dass sie erschossen wurde, macht wie ein Lauffeuer die Runde, und der Schuldige ist schnell gefunden: Cuma Ozan aus Frankfurt. Von den Einheimischen wäre ja niemand zu einer derart schrecklichen Tat in der Lage, alle kannten die fröhliche und hübsche Laura – das Sägewerk ist der größte Arbeitgeber am Ort. Sie war verlobt mit Jungbauer Karl Lechner, studierte in München und war kurz davor, in den Betrieb ihres Vaters einzusteigen um die Familientradition fortzuführen.
Dieser höchst verdächtige Fremde ist angeblich nur zum Wandern nach Mordach gekommen, aber er ist beim BKA … und er behauptet, er könne sich an nichts erinnern. Das sind ja sehr viele merkwürdige Zufälle auf einmal. Toni Brandner glaubt ihm kein Wort, immerhin ist es sein Sperma, das an der Leiche gefunden wird, und die Kugel stammt aus seiner Dienstwaffe!
Als würde das alles noch nicht reichen, schwebt per Helikopter Ozans Chefin ein, zieht den Mordfall Laura Brunner an sich, erklärt Cuma Ozan im Handstreich für unschuldig und bestimmt, dass Toni fortan mit ihm zusammen zu ermitteln habe!
Vor der jungen Kommissarin tut sich ein Netz von Wegen, Irrwegen und Sackgassen auf, voller verdeckter Beziehungen und Verbindlichkeiten, falschem Korpsgeist und ungeahntem Fremdenhass. Und sie dachte, sie würde „ihre“ Mordacher kennen!
Im Laufe der Ermittlungen stellt sich heraus, dass der eifersüchtige Karl seiner Laura nicht verzeihen konnte, dass sie in München ein ganz anderes Leben führte als in Mordach und ihn dort nicht dabei haben wollte. Vor allem die Affäre mit einem Landtagspolitiker nahm er ihr übel. Darüber waren sie in heftigen Streit geraten, und um ihn noch mehr zu reizen, hatte Laura sich unter freiem Himmel von dem Fremden flachlegen lassen.
Am Ende nimmt Jakob Brunner das Recht selbst in die Hand, stellt seinen Fast-Schwiegersohn Lechner zur Rede und erschießt ihn.

## Hintergrund
Der Film wurde vom 4. Mai 2021 bis zum 30. Juni 2021 in Südtirol (u. a. Trient, Bruneck und Umgebung) gedreht.

## Rezeption

### Einschaltquoten
Die Erstausstrahlung des ersten Teils von Mordach – Tod in den Bergen am 27. April 2023 wurde in Deutschland von 5,50 Millionen Zuschauern gesehen und erreichte einen Marktanteil von 21,2 Prozent für Das Erste. Der zweite Teil kam am 29. April 2023 auf 4,78 Millionen Zuschauer und einen Marktanteil von 19,4 Prozent.

### Kritiken
Rainer Tittelbach von Tittelbach.tv schrieb: „Markante Typen, die Physis des überzeugenden Duos Mehmet Kurtulus & Sarah Bauerett, das Gespür für Bilder, das zeichnet diesen Zweiteiler aus.“ und „Dieses Bilderbuchdorf der Vorurteile und der Fremdenfeindlichkeit gerät dann allerdings doch ein bisschen zu grob geschnitzt! Der Rest ist gutes Genre-Handwerk mit Hang zur Räuberpistole ohne Räuber, dafür mit BKA-Präsenz. Was andere mit Ironie & Witz garnieren, erreicht dieser Film mit Reduktion & Coolness.“ und vergab 4,5 von 6 Punkten.
Martina Maier von Prisma.de schrieb „Packender Zweiteiler um das große Thema Fremdenhass“ und „Ein packender Mix aus Thriller und Krimi, der den Zuschauer in die Abgründe eines abgeschiedenen Bergdorfs entführt.“
TV Spielfilm beschreibt die beiden Teile mit Spannender Auftakt, macht gespannt auf die Fortsetzung sowie Solides, hellwaches Zweiteiler-Finale in toller Bergkulisse und gibt einen Daumen hoch.